# Nasopharynxkarzinom

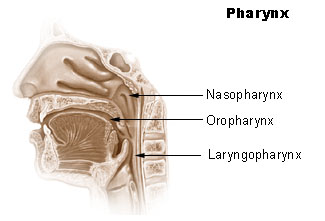
Der Nasopharynx (Nasenrachenraum)

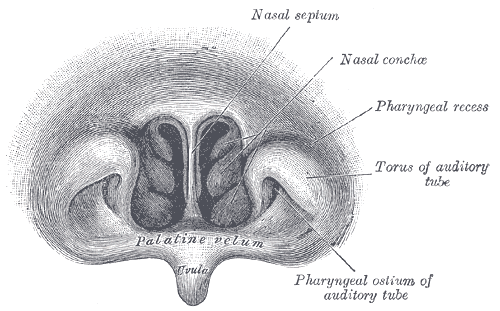
Die Vorderseite des nasalen Teils des Rachens, wie sie mit einem Epipharynxspiegel gesehen wird

Ein Nasopharynxkarzinom, auch Epipharynxkarzinom oder deutsch Nasenrachenkrebs genannt und häufig NPC für engl. Nasopharyngeal Carcinoma abgekürzt, ist eine Krebserkrankung des Nasenrachens (Nasopharynx oder Epipharynx oder Pars nasalis pharyngis). Der Nasenrachenkrebs gehört zu der Gruppe der Kopf-Hals-Tumoren.
Der Nasenrachen ist der obere Teil des in drei Bereiche untergliederten Rachens (griechisch pharynx).

## Epidemiologie
Krebserkrankungen im Nasenrachenraum treten in Mitteleuropa und Nordamerika recht selten auf. Die Inzidenz liegt im Bereich von 0,5 bis 1 auf 100.000. Dies entspricht einem Anteil von 0,2 % aller Tumorerkrankungen. In einigen Ländern und Gegenden, wie beispielsweise Taiwan, Südchina, Südostasien und Teilen Nordafrikas ist das Nasopharynxkarzinom mit einer Inzidenz von 30 pro 100.000 endemisch. In Taiwan beträgt der Anteil von Nasopharynxkarzinomen an allen Krebserkrankungen etwa 18 %. Dort ist das Nasopharynxkarzinom mittlerweile die häufigste Todesursache bei jungen Männern. Eine Ursache scheint dabei der Genuss von Betelnüssen zu sein.
Während in Asien im Wesentlichen Menschen mittleren Alters betroffen sind, stellen in Afrika Kinder einen hohen Anteil der Neuerkrankten dar. Die Ursachen für das erhöhte Erkrankungsrisiko in diesen Ländern ist noch nicht vollständig geklärt.
Männer sind von der Erkrankung häufiger betroffen als Frauen. Das Verhältnis beträgt etwa 2:1.

## Ätiologie
Als Ursachen beziehungsweise Auslöser des endemischen Nasopharynxkarzinoms gelten das Epstein-Barr-Virus (EBV), verschiedene Umweltfaktoren, Ernährungsgewohnheiten und genetische Eigenheiten der Patienten.
Da in 80 bis 90 % der an einem Nasopharynxkarzinom erkrankten Patienten positive IgA-Antikörpertiter gegen das EB-Viruskapsidantigen und erhöhte IgG-Antikörper gegen das
EBV-Early Antigen nachgewiesen werden, besteht epidemiologisch ein enger Zusammenhang zwischen einer Infektion mit dem EB-Virus und dem Nasopharynxkarzinom.
Das Epstein-Barr-Virus (EBV) ist auch an der Entwicklung anderer Krebsformen, wie beispielsweise Morbus Hodgkin, Burkitt-Lymphom und HIV-assoziierten Lymphomen beteiligt.
Bei den Ernährungsgewohnheiten konnte in Asien der Verzehr von gesalzenem Trockenfisch, der zum Teil einen relativ hohen Gehalt von cancerogenen Nitrosaminen aufweist, als Risikofaktor identifiziert werden.
Gut differenzierte Nasopharynxkarzinome, deren Zellen histologisch betrachtet anderen Plattenepithelkarzinomen des Kopf- und Halsbereiches sehr ähnlich sind, können den Standardrisikofaktoren für Krebserkrankungen, wie beispielsweise Nikotinabusus (Tabakrauch), insbesondere in Kombination mit hochprozentigen alkoholischen Getränken, zugeordnet werden.

## Klassifizierung und Histologie
Der Nasenrachenkrebs ist eine maligne Neoplasie (Krebs), bei der es sich zu etwa 90 % um Karzinome handelt. Sie sind epithelialer Abstammung (Plattenepithelkarzinome).
In der Histologie wird zwischen drei Subtypen des Nasenrachenkrebses unterschieden:
- ein verhornendes gut differenziertes Plattenepithelkarzinom vom WHO-Typ 1 (ca. 20 % der Nasenrachenkarzinome)
- ein nicht verhornendes Plattenepithelkarzinom vom WHO-Typ 2 (ca. 30–40 %)
- eine undifferenzierte Form des WHO-Types 3 (Schmincke-Regaud-Tumor oder auch Schmincke-Tumor genannt), ein lymphoepitheliales Karzinom, das typischerweise nicht-maligne Lymphozyten enthält. Dieser Typ kann außerdem noch an den Tonsillen und am Hypopharynx vorkommen. Diese undifferenzierte Form ist am häufigsten verbreitet (40–50 %) und in unmittelbarem Zusammenhang mit einer vorhergehenden Infektion mit dem Epstein-Barr-Virus zu sehen.

Selten werden maligne Lymphome, Adenokarzinome oder Sarkome gefunden. Dieser Artikel beschränkt sich im Wesentlichen auf die undifferenzierten Karzinome und Plattenepithelkarzinome.

## Symptome
Nasenrachenkrebs tritt in allen Altersgruppen auf. Eine deutliche Häufung ist in der Altersgruppe im Bereich der 40- bis 60-Jährigen zu beobachten. Die Tumoren werden wegen ihrer geringen Symptomatik meist erst sehr spät in einem bereits fortgeschrittenen Tumorstadium entdeckt. Nasenbluten, Schwierigkeiten bei der Nasenatmung
und Mittelohrerguss beziehungsweise Otitis media können zu den frühen Symptomen gehören. Häufig wird die Erkrankung erst durch Metastasen in den Halslymphknoten oder Lähmungen der Hirnnerven III bis VI durch Infiltration der Schädelbasis symptomatisch. Aus diesem Grund sind bei über 60 % der Patienten das Hauptsymptom zum Zeitpunkt der Diagnosestellung vergrößerte Halslymphknoten. Regionäre Lymphknotenmetastasen finden sich häufig schon bei noch sehr kleinem Primärtumor. Fernmetastasen werden häufiger als bei anderen HNO-Tumoren in den Knochen, der Lunge oder der Leber gefunden.
Nasopharynxkarzinome entwickeln sich meist von den seitlichen Wänden und vom Dach des Nasenrachens. Von dort breiten sie sich bereits früh in die Nasenhöhle, die Nasennebenhöhlen und die Hirnnerven aus. Dagegen ist eine Metastasierung auf dem Blutweg relativ selten. Selbst im fortgeschrittenen Stadium der Erkrankung werden nur bei 30 % der Patienten Fernmetastasen diagnostiziert.

## Diagnose
Die Standarduntersuchung ist die Endoskopie des Nasenrachenraumes. Biopsien aus dem Nasenrachenraum können auf diesem Wege entnommen werden.
Zur Beurteilung der Ausdehnung des Primärtumors und möglicher regionaler Lymphknotenmetastasen ist die Magnetresonanztomographie (MRT) als bildgebendes Verfahren das Mittel der Wahl. Bei Verdacht auf eine Infiltration der Schädelbasis sollte eine Computertomographie (CT) in speziellem Knochenfenster erfolgen. In diesem Fall ist die CT bei der Beurteilung der Tumorausdehnung der MRT überlegen. Fernmetastasen in Knochen, Leber und Lunge können mittels Skelettszintigraphie oder Oberbauchsonographie (Ultraschall) diagnostiziert werden.

## Therapie
Der Nasenrachenraum ist chirurgisch ausgesprochen schlecht zugänglich. Zudem ist das Nasopharynxkarzinom bei der Diagnosestellung häufig schon so weit fortgeschritten, dass eine Operation nicht mehr durchgeführt werden kann. 

### Strahlentherapie
Das Mittel der Wahl zur Behandlung des Nasopharynxkarzinoms ist die Strahlentherapie. Dabei wird der Tumor mit lokal sehr hohen Dosen von insgesamt ca. 70 Gy in mehreren Sitzungen bestrahlt.
Beim nicht verhornenden und beim undifferenzierten Subtyp des Nasopharynxkarzinoms spricht die Radiotherapie sehr gut an, während dies beim verhornenden Subtyp weniger der Fall ist.

### Chemotherapie
In einer neueren Studie konnte nachgewiesen werden, dass bei örtlich fortgeschrittenen Tumoren eine begleitende Chemotherapie bei der Strahlentherapie einen deutlichen Vorteil für die Patienten erbrachte. Als Chemotherapeutikum wurde Oxaliplatin mit einer Dosis von 70 mg/m2 pro Woche eingesetzt.

### Operation
Die chirurgische Entfernung des Primärtumors ist wegen der häufig submukösen („unterhalb der Schleimhaut gelegen“) Ausbreitung und schwierigen Zugänglichkeit des Tumors meist nicht sinnvoll. Eine komplette Resektion ist bei dieser Form des Krebses kaum möglich.
Eine Ausräumung aller Halslymphknoten, eine sogenannte Neck-Dissection, muss nur selten durchgeführt werden.

## Prognose
Die Heilungsraten sind, wie bei allen malignen Neoplasien, stark abhängig vom Tumorstadium. Bei Patienten mit Tumoren im Stadium I liegen sie zwischen 70 und 80 %, beim Schmincke-Regaud-Tumor sind – nicht zuletzt wegen seiner hohen Strahlenempfindlichkeit – bei frühzeitiger Erkennung weit über 90 % erfolgreich behandelbar. Im Stadium IV sinkt die Rate auf 20 bis 40 %.
Die Fünf-Jahres-Überlebensrate von Patienten mit nicht verhornenden und undifferenzierten Nasenrachenkarzinomen beträgt bei einer angemessenen Therapie etwa 65 %. Durch die hohe Strahlenempfindlichkeit des malignen Gewebes, selbst wenn sich die Krankheit bereits in regionalen Lymphknoten festgesetzt hat, bestehen sehr gute Heilungschancen. Die Prognose fällt allerdings bei verhornendem Nasenrachenkrebs deutlich schlechter aus, da diese Form erheblich widerstandsfähiger gegen Bestrahlung ist.